# مينبوري (الهند)
مينبوري (بالإنجليزية: Mainpurī) هي مدينة تقع في منطقة مينبوري التابعة لولاية أوتار براديش الهندية. وهي المقر الإداري لمنطقة مينبوري وتقع في الشمال الشرقي لمدينة أغرا وتقع على بعد حوالي 270كم من العاصمة نيودلهي. تقع مينبوري في منطقة براغ، التي تحمل أهمية دينية خاصة للهندوس باعتبارها موطن كريشنا.
وفق تعداد السكان الصادر عام 2011، بلغ عدد سكان مينبوري 136.557 نسمة من إجمالي 24.498 أسرة.

## الصحة
تضم مينبوري مستشفى يُطلق عليها اسم مهراجا تيج سينغ جيلا تشيكيتساليا. مينبوري جانش كيندرا هو طبيب أمراض مسجل في المنطقة في مجالات التكنولوجيا الحيوية والكيمياء الحيوية. يوجد في منطقة مينبوري عدد كبير جدًا من مرضى السرطان نتيجة الاستهلاك المفرط للتبغ بنكهة الكابوري ( الكافور).

## التعليم
حسب الإحصاء الصادر عام 2009، تضم مينبوري 61 مدرسة للمرحلة الابتدائية، و11 مدرسة للمرحلة الثانوية، و4 مكتبات عامة. :318-20